# تونل (فیلم آلمانی‌زبان)
تونل (انگلیسی: The Tunnel) یک فیلم در ژانر علمی تخیلی به کارگردانی کرتیس برنهارت است که در سال ۱۹۳۳ منتشر شد.

## بازیگران
- پاول هارتمان
- آتیلا هوربیگر
- گوستاف گروندگنس
- فردیناند ماریان
- الگا برینک
- ماکس شرک